# Bahrenfeld
Bahrenfeld, Hamburg-Bahrenfeld – dzielnica miasta Hamburg w Niemczech, w okręgu administracyjnym Altona. 
1 kwietnia 1938 na mocy ustawy o Wielkim Hamburgu włączony w granice miasta.

## Gospodarka
W 1932 producent papierosów Reemtsma Cigarettenfabriken przeniósł z Erfurtu fabrykę do Bahrenfeldu. Siedem lat później swoją fabrykę miała również firma British American Tobacco.